# Ángel Bargas
Ángel Hugo Bargas (ur. 29 października 1946 w Buenos Aires) – argentyński piłkarz, grający podczas kariery na pozycji prawego obrońcy.

## Kariera klubowa
Ángel Bargas rozpoczął karierę w klubie Racingu w 1965. Kolejnym klubem Bargasa była Chacarita Juniors, w której występował w latach 1966–1972. Z Chacaritą zdobył jedyne w jej historii mistrzostwo Argentyny w turnieju Metropolitano 1969. Ogółem w latach 1965–1972 w lidze argentyńskiej rozegrał 227 meczów, w których strzelił 4 bramki.
W styczniu 1973 Bargas wyjechał do francuskiego do FC Nantes. Z Nantes dwukrotnie zdobył mistrzostwo Francji w 1973 i 1977 oraz Puchar Francji w 1979. W 1979 przeszedł do trenowanego przez Henryka Kasperczaka FC Metz. W Metzu pożegnał się z pierwszoligową piłką w 1981 z bilansem 252 meczów i 14 bramek. W 1981 odszedł do drugoligowego CS Louhans-Cuiseaux. W Louhans-Cuiseaux grał przez 3 lata do 1984, kiedy to odszedł do beniaminka Division 2 Le Puy. W 1985 zdecydował się zakończyć karierę, jednak po trzech latach powrócił na jeden mecz w barwach Angoulême CFC.
| Sezon   | Klub                | Kraj      | Rozgrywki         | Mecze | Bramki |
| ------- | ------------------- | --------- | ----------------- | ----- | ------ |
| 1965    | Racing Club         | Argentyna | Primera División  | 6     | 0      |
| 1966    | Chacarita Juniors   | Argentyna | Primera División  | 22    | 0      |
| 1967    | Chacarita Juniors   | Argentyna | Primera División  | 30    | 0      |
| 1968    | Chacarita Juniors   | Argentyna | Primera División  | 27    | 1      |
| 1969    | Chacarita Juniors   | Argentyna | Primera División  | 38    | 1      |
| 1970    | Chacarita Juniors   | Argentyna | Primera División  | 32    | 0      |
| 1971    | Chacarita Juniors   | Argentyna | Primera División  | 47    | 2      |
| 1972    | Chacarita Juniors   | Argentyna | Primera División  | 25    | 0      |
| 1972/73 | FC Nantes           | Francja   | Première Division | 15    | 1      |
| 1973/74 | FC Nantes           | Francja   | Première Division | 21    | 2      |
| 1974/75 | FC Nantes           | Francja   | Première Division | 28    | 1      |
| 1975/76 | FC Nantes           | Francja   | Première Division | 34    | 5      |
| 1976/77 | FC Nantes           | Francja   | Première Division | 29    | 3      |
| 1977/78 | FC Nantes           | Francja   | Première Division | 36    | 1      |
| 1978/79 | FC Nantes           | Francja   | Première Division | 26    | 0      |
| 1979/80 | FC Metz             | Francja   | Première Division | 26    | 0      |
| 1980/81 | FC Metz             | Francja   | Première Division | 37    | 1      |
| 1981/82 | CS Louhans-Cuiseaux | Francja   | Division 2        | 30    | 3      |
| 1982/83 | CS Louhans-Cuiseaux | Francja   | Division 2        | 29    | 2      |
| 1983/84 | CS Louhans-Cuiseaux | Francja   | Division 2        | 34    | 6      |
| 1984/85 | CO du Puy           | Francja   | Division 2        | 28    | 1      |
| 1988/89 | AS Angoulême        | Francja   | División 3        | 1     | 0      |

## Kariera reprezentacyjna
W reprezentacji Argentyny Bargas zadebiutował w 1971. W 1974 został powołany na mistrzostwa świata. Na mundialu w RFN Brindisi wystąpił w trzech meczach z: Polską, Brazylią i NRD. Ogółem w barwach albicelestes wystąpił w 30 meczach, w których zdobył 1 bramkę.

## Kariera trenerska
Jeszcze przed zakończeniem kariery piłkarskiej Bargas został trenerem. W latach 1984–1987 prowadził drugoligowy Le Puy. W latach 1987–1991 prowadził trzecioligowe Angoulême CFC. Po powrocie do Argentyny trenował Chacarite Juniors, Newell’s Old Boys Rosario i Atlético Rafaela.